# Portal Tomb von Ballyquin
Das Portal Tomb von Ballyquin (auch Mothel Dolmen genannt) befindet sich neben einem kleinen Bach am Ende eines Tales südlich von Carrick-on-Suir im Townland Ballyquin (irisch Baile Uí Chuinn) in der Civil parish Mothel (irisch Maothail) im County Waterford in Irland. Als Portal Tombs werden Megalithanlagen auf den Britischen Inseln bezeichnet, bei denen zwei gleich hohe, aufrecht stehende Steine mit einem Türstein dazwischen, die Vorderseite einer Kammer bilden, die mit einem zum Teil gewaltigen Deckstein bedeckt ist.
Das an einer Steigung stehende Portal Tomb, ist nicht zu vergleichen mit den meisten anderen Portal Tombs. Ein etwa einen Meter dicker, dreieckiger Deckstein aus Konglomerat von 4,15 m × 2,5 m ruht auf zwei ebensolchen 1,5 m hohen Portalsteinen. Die zum stets schräg stehenden Deckstein senkrechte Stellung der Portalsteine ist völlig ungewöhnlich, da die Portalsteine üblicherweise senkrecht zum Bodenniveau aufgestellt werden. Das Ende des stark geneigten Decksteins liegt hier auf dem Boden. Somit scheinen der Endstein und andere Steine zu fehlen. Allerdings befindet sich etwa 4 km entfernt, bei Oldgrange, eine ähnliche, aber schwer einzuordnende, vermutlich auch nicht originale Megalithstruktur, deren Deckstein auch auf dem Boden liegt.
Nur 50 Meter östlich steht ein Menhir der vor einigen Jahren vom Grundeigentümer versetzt wurde. Der Bauer glaubt, dass er der Rest eines anderen Portalgrabes ist. Es handelt sich um den Oghamstein von Ballyquin. Der lokal als „High Stone“ bekannte Monolith ist 2,5 Meter hoch und trägt eine Ogham-Inschrift an der Kante. Die Inschrift wurden als CATABAR MOCO VIRICORB gelesen. Es wird angenommen, dass der Stein ursprünglich größer war. 
In der Nähe gibt es eine Heilige Quelle (St. Cuan Well, Tobar Chuáin).